# Palicoides whitei
Palicoides whitei is een krabbensoort uit de familie van de Palicidae. De wetenschappelijke naam van de soort is voor het eerst geldig gepubliceerd in 1884 door Miers.